# 罗埃勒库尔
罗埃勒库尔（法語：Roëllecourt）是法国北部-加来海峡大区加来海峡省的一个市镇，属于阿拉斯区泰努瓦斯河畔圣波勒县。该市镇2009年时的人口为538人。

## 人口
罗埃勒库尔人口变化图示
| 数据来源：INSEE |